# ۱۱۹۰ (قمری)
۱۱۹۰ (قمری)، هزار و صد و نودمین سال در گاهشماری هجری قمری است. اول محرم این سال برابر با بیست و یکم فوریه سال ۱۷۷۶ میلادی است.

## زادگان
- میرزا ابوالحسن خان شیرازی : سیاستمدار و از رجال اوایل دوره قاجاریه.